# Chadenac
Chadenac település Franciaországban, Charente-Maritime megyében. Lakosainak száma 526 fő (2022. január 1.). Chadenac Avy, Biron, Échebrune, Jarnac-Champagne, Marignac, Neuillac és Neulles községekkel határos.

## Népesség
A település népességének változása:
| Lakosok száma | 531  | 429  | 424  | 419  | 449  | 478  | 498  | 511  | 514  | 526  |
|               | 1968 | 1982 | 1990 | 2006 | 2013 | 2015 | 2017 | 2019 | 2020 | 2022 |